# Sébastien di Montfalcon
Sébastien di Montfalcon (1489 – 1560) è stato un vescovo cattolico svizzero, vescovo di Losanna dal 1517 fino alla sua morte, conte di Vaud e principe del Sacro Romano Impero, nonché poeta.

## Biografia
Sébastien proveniva da un'antica famiglia del ducato di Savoia. Era figlio di François, signore di Pierre-Charve, e di Jacqueline de la Rochette. Studiò all'Università di Basilea. Fu titolare di diversi benefici ecclesiastici, tra cui la commenda dell'abbazia di Ripaglia. Papa Leone X lo nominò nel 1513 coadiutore dello zio Aymon di Montfalcon, cui succedette il 18 agosto 1517 nella carica di vescovo di Losanna.
Combatté contro la Riforma protestante che si diffondeva nel Vaud ma fu cacciato dal Canton Vaud nel marzo 1536 dai riformatori bernesi. Provò a ottenere un'amministrazione episcopale a Friburgo, ma non ci riuscì.
Andò allora in esilio nel suo castello della Pesse (Annecy-le-Vieux). Vendette questo castello, verso il 1550, ad Amédée Viallon. Finì la sua vita nel Bugey.

## Successione apostolica
La successione apostolica è:
- Vescovo Adrian von Riedmatten (1532)